# نانسي أغيلار
نانسي أغيلار (6 يوليو 1985 في الإكوادور - ) هي لاعبة كرة قدم إكوادورية في مركز الدفاع، شاركت في دورة الألعاب الأمريكية 2015. وشاركت مع منتخب إكوادور لكرة القدم للسيدات.

## وصلات خارجية
- نانسي أغيلار على موقع الاتحاد الدولي (مؤرشف)  (الإنجليزية)
- نانسي أغيلار على موقع الاتحاد الأوربي (الإنجليزية)
- نانسي أغيلار على موقع قاعدة بيانات كرة القدم.إي يو (الإنجليزية)
- نانسي أغيلار على موقع Soccerway.com (الإنجليزية)